# Maraenobiotus kenyensis
Maraenobiotus kenyensis is een eenoogkreeftjessoort uit de familie van de Canthocamptidae. De wetenschappelijke naam van de soort is voor het eerst geldig gepubliceerd in 1965 door Löffler.